# Католицька церква в Коста-Риці
Като́лицька це́рква в Ко́ста-Ри́ці — найбільша християнська конфесія Коста-Рики. Складова всесвітньої Католицької церкви, яку очолює на Землі римський папа. Керується конференцією єпископів. Станом на 2004 рік у країні нараховувалося близько 3 763 000 католиків (83,38% від усього населення). Існувало 8 діоцезій, які об'єднували 307 церковних парафій.  Кількість  священиків — 761 (з них представники секулярного духовенства — 549, члени чернечих організацій — 212), постійних дияконів — 3, монахів — 327, монахинь — 948.

## Статистика
Згідно з «Annuario Pontificio» і Catholic-Hierarchy.org:
| Рік | Населення | Населення | Населення | Священики | Священики | Священики | Священики           | Диякони | Ченці    | Ченці | Парафії |
| Рік | католики  | загалом   | %         | загалом   | секулярні | ченці     | вірних на священика | Диякони | чоловіки | жінки | Парафії |
| --- | --------- | --------- | --------- | --------- | --------- | --------- | ------------------- | ------- | -------- | ----- | ------- |

## Діоцезії
Шаблон:Католицька церква в Коста-Риці